# Hella (Burkina Faso)
Pour les articles homonymes, voir Hella.
Hella est une commune rurale située dans le département de Bouroum-Bouroum de la province du Poni dans la région Sud-Ouest au Burkina Faso.

## Géographie
Hella est situé à 7 km au sud-ouest de Bouroum-Bouroum, le chef-lieu départemental, et à environ 15 km au nord-ouest de Gaoua.

## Santé et éducation
Le centre de soins le plus proche de Hella est le centre de santé et de promotion sociale (CSPS) de Bouroum-Bouroum tandis que le centre hospitalier régional (CHR) se trouve à Gaoua.